# Hamé (rappeur)
Pour les articles homonymes, voir Hamé.
Hamé, de son vrai nom Mohamed Bourokba, né le 27 septembre 1975 à Perpignan, dans les Pyrénées-Orientales est un auteur, rappeur, réalisateur français, membre des groupes La Rumeur et Zone Libre.

## Biographie
Bourokba est né à Perpignan, dans les Pyrénées-Orientales et a grandi au sein d'une famille de six enfants.
 Ses parents sont algériens : « Le monde dans lequel j’ai grandi est en fait un monde de femmes, de femmes arabes. Et celles qui ont particulièrement nourri mon enfance, ce sont mes grandes sœurs. Je suis très attaché à elles. En vérité, ce sont mes demi-sœurs. Mon père était veuf et déjà père de trois filles lorsqu’il a connu ma mère. Il est aujourd’hui ouvrier agricole en retraite. Ma mère, elle, est femme de ménage, toujours en activité. Voilà qui je suis, d’où je viens, d’où je parle », explique-t-il.
 Jeune, il s'installe dans la région parisienne dans le cadre de ses études. Il a suivi un DEA de sociologie des médias, qu'il n'a pas validé.
En 2002, Nicolas Sarkozy, ministre de l'Intérieur, porte plainte contre lui à la suite d'un texte intitulé « Insécurité sous la plume d’un barbare » publié à la veille de l'élection présidentielle et que l'on retrouve dans le livret accompagnant l'album L'Ombre sur la mesure (de son groupe, La Rumeur), livret publié en juillet 2002 dans le fanzine du groupe. Après une procédure judiciaire de huit ans, qui le conduit deux fois en cassation, il est relaxé en juin 2010 de l'accusation de « diffamation publique envers la Police nationale ».

Son court métrage Ce chemin devant moi est sélectionné parmi les 10 présentés pour concourir à la Palme d'or du court métrage du Festival de Cannes 2012.
En 2012, il publie Tout brûle déjà avec La Rumeur.

## Discographie

### Albums collaboratifs
- 1997 : Volet 1 : Le Poison d'Avril (morceau Le coup monté) (avec La Rumeur)
- 1998 : Volet 2 : Le Franc-Tireur (avec La Rumeur)
- 1999 : Volet 3 : Le Bavar & le Paria (morceau Encore plus fort...) (avec La Rumeur)
- 2002 : L'Ombre sur la mesure (avec La Rumeur)
- 2004 : Regain de Tension (avec La Rumeur)
- 2007 : Du Cœur à l'Outrage (avec La Rumeur)
- 2007 : 1997-2007 Les Inédits (avec La Rumeur)
- 2009 : L'Angle mort (avec Zone Libre et Casey)
- 2012 : Tout brûle déjà (avec La Rumeur)

### Apparitions
- 2018 : Game Over Volume 2

## Filmographie
- 2009 : L'Angle Mort, clip pour l'album de Zone libre, Casey et Hamé.
- 2011 : De l'encre, fiction diffusée sur Canal+ (coécrit et coréalisé avec Ékoué).
- 2012 : Ce chemin devant moi, court-métrage (en sélection officielle du festival de Cannes 2012).
- 2017 : Les Derniers Parisiens, long métrage coécrit et coréalisé avec Ékoué.
- 2023 : Rue des dames, long métrage coécrit et coréalisé avec Ékoué.

## Voix off
- 2013 : La Trace des Pères